# Meziříčko (Žďár nad Sázavou)
Meziříčko é uma comuna checa localizada na região de Vysočina, distrito de Žďár nad Sázavou.